# Neil Postman
Neil Postman (8 de março de 1931 - 5 de outubro de 2003) foi um autor, educador, teórico de mídia e crítico cultural estadunidense, que é mais conhecido por seus vinte livros, incluindo Amusing Ourselves to Death (1985), Conscientious Objections (1988), Technopoly: The Surrender of Culture to Technology (1992), The Disappearance of Childhood (1994) e The End of Education: Redefining the Value of School (1995).

## Obras
Professor da Universidade de Nova York, escreveu mais de duas dezenas de livros, traduzidos para mais de trinta países. Boa parte deles trata da conexão entre mídia e educação, com destaque especial, na avaliação do próprio autor,  para O desaparecimento da infância, livro publicado no Brasil, em 1999, pela Graphia Editorial. Nele, Postman analisa, com uma consistente argumentação histórica, as conseqüências da comunicação eletrônica, particularmente a televisão, sobre as crianças de hoje. A erotização precoce e a crescente participação infanto-juvenil nos índices de criminalidade são apenas os aspectos mais visíveis de que as fronteiras entre o mundo adulto e o mundo infantil estão desmoronando. Para Postman, já habitamos um tempo de crianças adultas e de adultos infantis,e estamos no limiar de outro em que a idade das pessoas só estabelecerá diferenças marcantes em dois extremos - a primeira infância e a senectude.
Toda a sua obra se caracteriza pela linguagem fluente e ágil, agudo senso de humor, temas provocadores e argumentos vigorosamente críticos a respeito de opções da contemporaneidade, a começar pela rendição da cultura à tecnologia. A mesma editora brasileira lançou, em 2002, outro livro de Postman: O fim da educação - Redefinindo o valor da escola, em que, explorando a ambivalência do título, ele examina os efeitos da devoção norte-americana à tecnologia, ao utilitarismo e ao consumo, para reafirmar, com exemplos e propostas concretas, a importância não apenas da sala de aula e da instituição escolar mas da escola pública, gratuita e humanista.